# Le Pin (Tarn-et-Garonne)
Le Pin (okzitanisch: Lo Pin) ist eine französische Gemeinde im Département Tarn-et-Garonne in der Region Okzitanien (vor 2016: Midi-Pyrénées). Die 115 Einwohner (Stand: 1. Januar 2022) zählende Gemeinde liegt im Arrondissement Castelsarrasin und ist Teil des Kantons Garonne-Lomagne-Brulhois (bis 2015: Kanton Auvillar). Die Einwohner werden Pinois genannt.

## Geografie
Le Pin liegt etwa 30 Kilometer westnordwestlich von Montauban. Umgeben wird Le Pin von den Nachbargemeinden Merles im Norden, Saint-Nicolas-de-la-Grave im Osten und Nordosten, Caumont im Süden und Osten, Asques im Südwesten sowie Saint-Michel im Westen.
Durch die Gemeinde führt die Autoroute A62.
| Jahr      | 1962 | 1968 | 1975 | 1982 | 1990 | 1999 | 2006 | 2017 |
| --------- | ---- | ---- | ---- | ---- | ---- | ---- | ---- | ---- |
| Einwohner | 150  | 147  | 150  | 107  | 127  | 128  | 120  | 123  |

## Sehenswürdigkeiten
- Kirche Saint-Julien
- Schloss Saint-Roch, 1864 bis 1869 erbaut

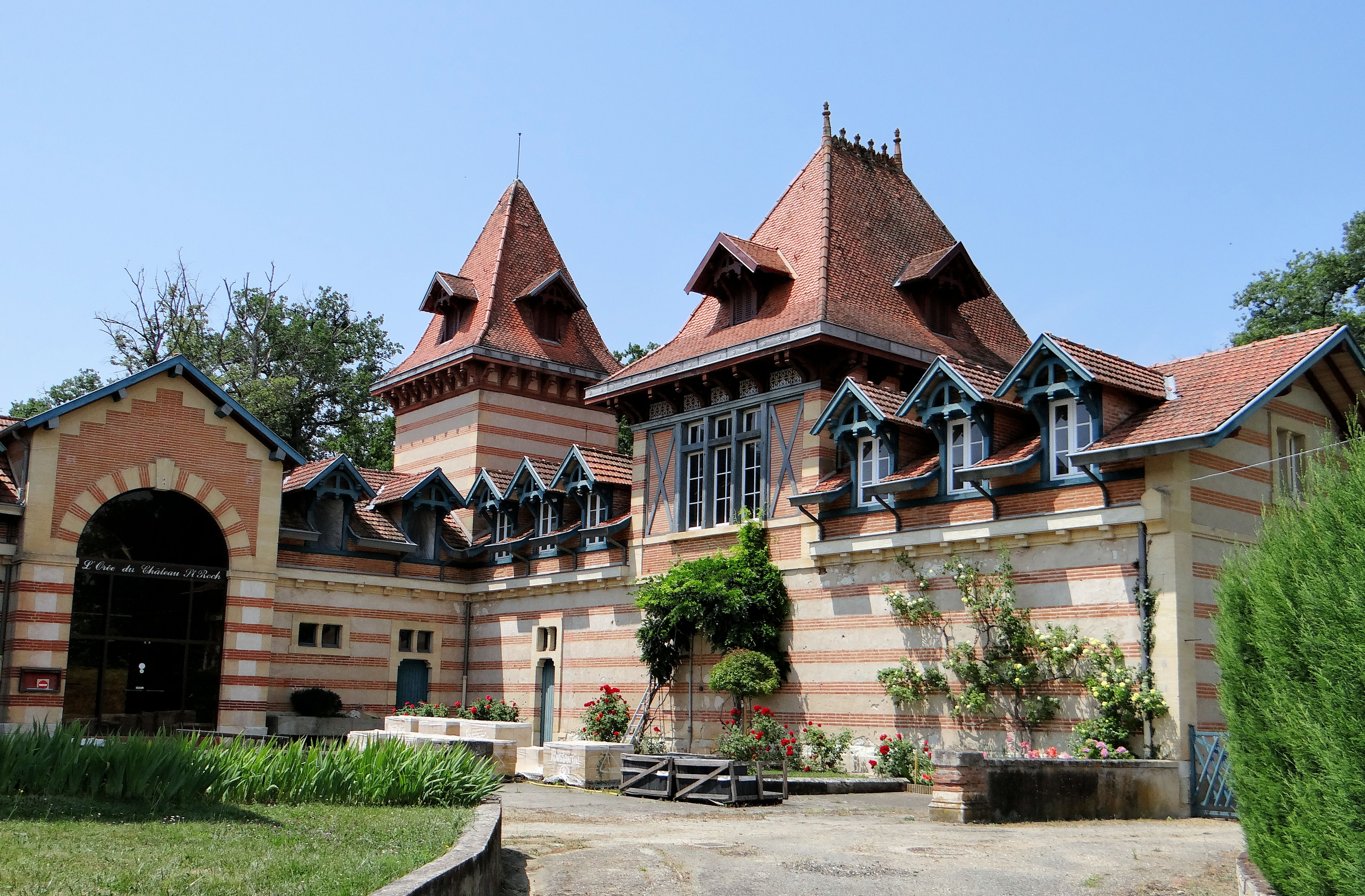
Schloss Saint-Roch